# Виетнамски донг
Виетнамският донг (на виетнамски: đồng Việt Nam) е официалната валута и разплащателно средство в обединен Виетнам от 3 май 1978 г. Дели се на 10 хао (hào) или на 100 су (xu). Означава се със символите ₫ или VND. Държавната банка на Виетнам емитира банкноти от 10 000, 20 000, 50 000, 100 000, 200 000, 500 000 ₫, както и монети от 200, 500, 1000, 2000, 5000 ₫. Един български лев към средата на 2023 г. е равен на около 13 000 донга.